# Järvenpää
Järvenpää (på svensk: Träskända) er en by i det sydlige Finland, med et indbyggertal (pr. 2008) på cirka 38.000. Byen ligger i Sydfinlands len, og er venskabsby med den danske by Rødovre.

## Historie
Den ældste dokumentation for en by i Järvenpää findes på kort dateret tilbage til midten af det 16. århundrede. På den tid var der enten seks eller otte gårde i landsbyen. Blandt gårdene er Kyrölä herregård Stenbacka og Gammelby herregård. I 1840 var der 434 indbyggere i Tränskända/Järvenpää og 344 indbyggere i Gammelby by. Indbyggertallet var ved århundredeskiftet i 1900, lige over et tusind mennesker. Bebyggelsen fik jernbaneforbindelse i 1862. Jernbanens anlæggelse og det eksisterende vejnet bidrog positivt til byens udvikling.
Efter 2. verdenskrig modtog Järvenpää store mængder af evakuerede russisk-ortodokse karelere fra de afståede områder på Det Karelske Næs. En ortodoks kirke blev bygget i 1948 og en ny ortodoks kirke blev bygget i 1980. Ved årsskiftet 1950-1951 blev Järvenpää udskilt fra Tuusula kommuun og dannede en egen köping. Da byen fik stadsrettigheder i 1967, talte befolkningen 14.606 indbyggere. Nye boligområder voksede frem mod nord og mod øst. Industrien er primært placeret i den nordlige del af byen.
Järvenpää indgår siden 2003 i et tværkommunalt samarbejde (KUUMA) om service spørgsmål og sociale problemer med Kerava, Mantsala, Pornainen, Nurmijärvi og Tuusula kommuner.

## Venskabsbyer
Järvenpää har følgende venskabsbyer:
- Täby kommun Sverige, fra 1956
- Rødovre Kommune, Danmark, fra 1956
- Lørenskog, Norge, fra 1956
- Jõgevamaa, Estland, fra 1992
- Passadena i Californien, USA, fra 1983
- Buchholz in der Nordheide, Tyskland, fra 2005
- Volkhov, Rusland, fra 1961
- Vác, Ungarn, fra 1984